# Jeff Hayes
Jeff Hayes (* 15. April 1989 in Ottawa, Ontario) ist ein kanadischer Eishockeyspieler, der zuletzt beim EV Landshut in der DEL2 aktiv war.

## Karriere

### OHL und kanadische Universitätsliga
Hayes begann mit dem Eishockeyspielen in seiner Geburtsstadt Ottawa sowie bei den Smiths Falls Bears, einem Verein aus der zweitklassigen kanadischen Juniorliga seiner Heimatregion Ontario. 2005 wurde er von den Guelph Storm, einem Team aus der Ontario Hockey League, gedraftet. Am Beginn der Saison 2006/07 fiel er verletzungsbedingt wegen eines Kieferbruchs aus und wechselte für die folgende Spielzeit innerhalb der OHL zu den Oshawa Generals. Gleich in seiner ersten Saison konnte er mit seinem neuen Verein das Playoff-Finale der OHL erreichen. Für die Generals war Hayes noch weitere zwei Spielzeiten aktiv, wobei er in der Saison 2009/10 sowohl Kapitän und hinter Christian Thomas punktbester Spieler seines Vereins war.
Schon während seiner OHL-Zeit war aufgefallen, dass er neben dem Eishockey auch seine schulische Ausbildung nicht vernachlässigte. So nahm Hayes nach seiner Juniorzeit als Eishockeyspieler ein Studium der Biologie und Psychologie an der Carleton University seiner Geburtsstadt Ottawa auf. Mit ihren Sportmannschaften Carleton Ravens ist die Universität im Universitätssportverband der Ontario University Athletics (OUA) organisiert und nimmt mit dem Eishockeyteam an der kanadischen Universitätsmeisterschaft (USports) teil. Während seines fünfjährigen Studiums war Hayes für das Eishockeyteam der Ravens aktiv, insbesondere in der Saison 2012/13 war er neben Mitchell Porowski punktbester Spieler seiner Mannschaft und in den Playoffs einer der punktbesten Spieler dieser Meisterschaftsrunde. Im Jahresrückblick der Carleton Universität von 2015 wurde Hayes gesondert erwähnt, insbesondere seine Leistung im wichtigen letzten Saisonspiel gegen die Toronto Varsity Blues.

### Europa und DEL2
Für die Saison 2015/16 wechselte Hayes nach Europa und ließ sich für die neu formierte Mannschaft des MAC Budapest aus der ungarisch-rumänischen Eishockeyliga MOL verpflichten. In seinem ersten Auslandsjahr wurde er direkt bester Torschütze der gesamten Liga und erreichte mit seinem Verein das Playoff-Finale. Daraufhin wurde er von den Lausitzer Füchsen aus der zweitklassigen deutschen Eishockeyliga (DEL2) für die Saison 2016/17 verpflichtet. In dieser Spielzeit konnte sich Hayes mit dem Eishockeyverein aus Weißwasser für die Playoffs qualifizieren und war dabei hinter Dennis Swinnen punktbester Spieler seiner Mannschaft. Die Saison 2017/18 begann der Kanadier beim schwedischen Zweitligisten BIK Karlskoga, kehrte aber im November 2017 wieder zu den Füchsen in die DEL2 zurück. Obwohl er nicht alle Saisonspiele bestritt, war Hayes punktbester Spieler seiner Mannschaft. Auch bei der Sicherung des Klassenerhalts in der Relegation war er der erfolgreichste Scorer der Füchse, woraufhin sein Vertrag für ein Jahr verlängert wurde. In der folgenden Saison 2018/19 spielten die Lausitzer Füchse eine der erfolgreichsten Hauptrunden ihrer Zweitligageschichte, waren über viele Spieltage in der Spitzengruppe der Liga und belegten am Ende Rang 5, wobei Hayes mit 59 Punkten wieder erfolgreichster Scorer des Vereins aus Ostsachsen war. Mit seiner Leistung hat er sich für andere Mannschaften empfohlen und wechselt zur Saison 2019/20 zum Ligameister Ravensburg Towerstars. Nachdem er durch die Nachverpflichtung von Rob Flick nur noch wenig Einsatzmöglichkeiten als ausländischer Kontingentspieler im Team der Oberschwaben erhalten hatte, löste er Ende Oktober 2019, nach 9 Spielen und 2 Toren für Ravensburg, seinen Vertrag auf und schloss sich dem Ligakonkurrenten EV Landshut an.

## Erfolge und Auszeichnungen
- 2013 Second All-Star Team der OUA East Division
- 2016 Torschützenkönig der Ersten Liga